# Relictiphthiria insularis
Relictiphthiria insularis är en tvåvingeart som beskrevs av Hall och Neal L. Evenhuis 1987. Relictiphthiria insularis ingår i släktet Relictiphthiria och familjen svävflugor. Inga underarter finns listade i Catalogue of Life.